# Ат-Тин
Ат-Тин (араб. التين — Смоковница) — девяносто пятая сура Корана. Сура мекканская.  Состоит из 8 аятов.

## Содержание
В суре Аллах поклялся двумя благословенными плодами - инжиром и оливой (зайтун) - и двумя святыми местами в том, что он сотворил человека в самом прекрасном виде, наделив его разумом, волей и прочими совершенными качествами. Далее в аятах говорится, что человек не использует тех способностей, которыми наделил его Аллах, чтобы поклоняться Аллаху, поэтому его ступень опустилась до самого низкого уровня, за исключением тех, которые уверовали и совершали благочестивые деяния.

 Клянусь смоковницей и оливой! ۝ Клянусь горой Синин (Синаем)! ۝ Клянусь этим безопасным городом (Меккой)! ۝ Мы сотворили человека в прекраснейшем облике. ۝ Потом Мы вернём его в нижайшее из низких (продлим ему жизнь настолько, что он превратится в дряхлого старика, или бросим его на самое дно Геенны), ۝ за исключением тех, которые уверовали и совершали праведные деяния. Им уготована награда неиссякаемая. ۝ Что же после этого заставляет тебя считать ложью воздаяние? ۝ Разве Аллах не является Наимудрейшим Судьей? 
—  95:1—8 (Кулиев)